# Camouflage

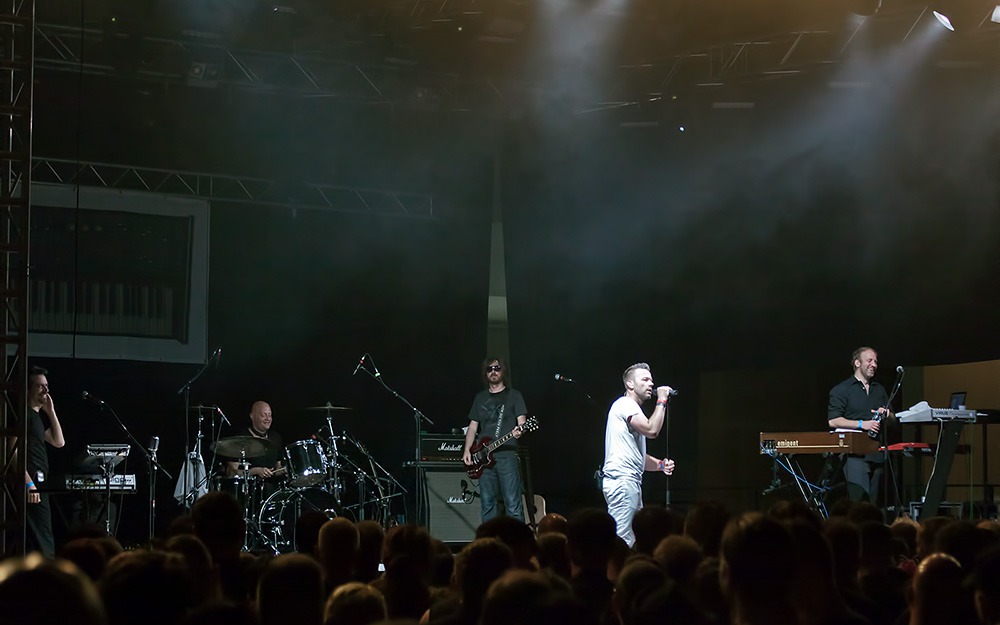
Camouflage år 2011 i Leipzig.

Camouflage är en tysk New Wave- och synthpopgrupp som startade 1983.

## Diskografi
- Voices & Images (1988)
- Methods of Silence (1989)
- Meanwhile (1991)
- Bodega Bohemia (1993)
- Spice Crackers (1995)
- Best of - We Stroke The Flames (1997)
- Rewind << Best of 95-87 (2001)
- Sensor (2003)
- Relocated (2006)
- Archive#1 (2007)
- Live in Dresden (2009)
- Greyscale (2015)
- Spice Crackers (Remastered) (2009)